# الحرب الروسية العثمانية (1568-1570)
الحرب الروسية العثمانية (يشار إليها في المصادر العثمانية "حملة أستراخان") حرب بين روسيا القيصرية والدولة العثمانية. كانت خانية أستراخان سبب الحرب.
في عام 1556، غزا إيفان الرهيب الخانية، الذي كان له حصن الجديد بـُني على تلة شديدة الانحدار تطل على نهر الفولغا. في 1568 الصدر الأعظم سوكولو محمد باشا الذي كان القوة الحقيقية في إدارة شؤون الدولة العثمانية في عهد السلطان سليم الثاني، بدأ المواجهة الأولى بين الدولة العثمانية ومنافستها الشمالية المستقبلية. بشرت النتائج بالكوارث العديدة القادمة. تم وضع خطة تفصيلية في إسطنبول لربط نهري الفولغا والدون بواسطة قناة. في صيف عام 1569 ارسلت الدولة العثمانية قوة كبيرة بقيادة قاسم باشا تتكون من 1500 إنكشاري، 2000 من فرسان السواري، وبضعة آلاف من المشاة والفرسان الخفاف، لمحاصرة أستراخان وبدءأعمال حفر القناة، في وقت كان الأسطول العثماني يحاصر آزوف.
لكن غارة للحامية الروسية بقيادة الأمير كنياز سريبيانوف حاكم أستراخان العسكري صدت المحاصـِـرين, و هاجمت فرق العمال وقوة التتار المؤلفة من(5000 رجل)المكلفة بحماية اعمال الحفر في القناة, كما تدمرت قطع الأسطول العثماني بسبب عاصفة عاتية.
تجمد ما يصل إلى 70 ٪ من الجنود والعمال المتبقين حتى الموت في السهوب أو أصبحوا ضحايا لهجمات الشركس.
في أوائل عام 1570، توصل سفراء إيفان الرابع في إسطنبول إلى معاهدة أعادت العلاقات الودية بين السلطان والقيصر.